# Protistologia
Protistologia (gr. protistos – najpierwszy; logos – słowo, nauka) – nauka o organizmach jednokomórkowych, głównie pierwotniakach. Rozwój protistologii przypadł na koniec XIX wieku, kiedy odkryto rolę niektórych pierwotniaków w powstawaniu chorób zakaźnych człowieka i zwierząt, a także gdy zrozumiano ogólnobiologiczne znaczenie badań protistologicznych. Czasem utożsamiana z protozoologią.